# Tanaecia albifasciata
Tanaecia albifasciata är en fjärilsart som beskrevs av Butler 1901. Tanaecia albifasciata ingår i släktet Tanaecia och familjen praktfjärilar. Inga underarter finns listade i Catalogue of Life.